# فرانکو آبینا
فرانکو آبینا (ایتالیایی: Franco Abbina؛ زادهٔ ۳۱ مارس ۱۹۳۴) بازیگر اهل ایتالیا است. وی دانش‌آموختهٔ رشتهٔ اقتصاد و موسیقی است.
از فیلم‌هایی که وی در آن‌ها نقش داشته است، می‌توان به پزشک بیمه سلامت، اعتراض عمومی و در آخرین لحظه اشاره نمود.